# Giorgos Voulgarakis
Giorgos Voulgarakis (griechisch Γιώργος Βουλγαράκης, * 4. Juni 1959 in Iraklio, Kreta) ist ein griechischer Politiker. Er war als Minister in mehreren Ressorts in etliche politische Skandale verwickelt.

## Werdegang
Voulgarakis studierte Wirtschaftswissenschaften an den Universitäten Piräus und Athen. Bereits als Student schloss er sich der Partei Nea Dimokratia (ND) an und war in deren Studentenverband aktiv.
1989 wurde er erstmals in das griechische Parlament gewählt und war von Dezember 1992 bis Oktober 1993 unter Ministerpräsident Konstantinos Mitsotakis Staatssekretär für Umwelt, Raumordnung und Öffentliche Arbeiten.
Von März 2004 bis Februar 2006 gehörte er dem Kabinett von Ministerpräsident Kostas Karamanlis als Minister für Öffentliche Ordnung und nach einer Kabinettsumbildung von Februar 2006 bis September 2007 als Kulturminister an.
Am 30. Mai 2006 wurde auf das Haus von Voulgarakis durch die linksextreme Gruppe Epanastatikos Agonas (“Revolutionärer Kampf”) ein Bombenanschlag verübt, der jedoch nur Sachschaden anrichtete.
Nach dem Wahlerfolg der Nea Dimokratia bei den Parlamentswahlen im September 2007 wurde Voulgarakis als Minister für Handelsmarine berufen.
Am 12. September 2008 trat Voulgarakis von diesem Regierungsamt zurück, nachdem die Medien seine Verwicklung in etliche politische Skandale aufgegriffen hatten.

## Affären und Skandale
Als im Olympiajahr 2004 die Telefone zahlreicher Politiker – auch des Ministerpräsidenten – abgehört wurden, war Voulgarakis als Innenminister oberster Dienstherr der Polizei und des Geheimdienstes. Nachdem sich die Hinweise häuften, dass hinter der Aktion Dienste aus den USA standen, wurde der Fall unter seiner Verantwortung zu den Akten gelegt. Wider besseres Wissen bestritt Voulgarakis 2005 jede Beteiligung griechischer Stellen an der Entführung pakistanischer Einwanderer in Athen und deren Verhör durch den britischen Auslandsgeheimdienst. Beide Skandale führten dazu, dass er von der Position des Innenministers auf den ruhigeren Posten des Kulturministers und nach den Wahlen im September 2007 ins Amt des Handelsmarineministers versetzt wurde.
Als Handelsmarineminister trieb Voulgarakis entgegen einem Betätigungsverbot für Parlamentarier einen schwunghaften Handel mit Immobilien über mehrere im Verbund mit der Ehefrau gehaltene Off-Shore Firmen.
Ausschlaggebend für den Rücktritt des Ministers am 12. September 2008 war die Verwicklung der Familie Voulgarakis in den Verkauf einer ganzen Reihe von Grundstücken der öffentlichen Hand an das auf dem „Heiligen Berg“ Athos gelegene Mönchskloster Vatopedi. Bei diesen Immobiliengeschäften soll der griechische Staat um geschätzte 100 Millionen Euro geschädigt worden sein. Als Anwalt der Mönche fungierte dabei der Schwiegervater von Voulgarakis, während dessen Tochter, die Ehefrau des Ministers, gleichzeitig bei mindestens einem Grundstücksverkauf als Notarin fungierte. Opposition und Medien erhoben nach Bekanntwerden dieser Vorgänge Korruptionsvorwürfe.
Voulgarakis muss sich in einem Strafprozess wegen des Vorwurfs der Steuerhinterziehung verantworten. Er soll in seiner Vermögenserklärung verschwiegen haben, dass seine Ehefrau Mitinhaberin des Kontos eines Offshore-Unternehmens mit einem Guthaben von 117.000 Euro ist.